# Università degli Studi di Genova
L'Università di Genova (comunemente chiamata UniGe) è un'università statale italiana fondata nel 1481 avente sede nel centro storico di Genova, con sedi distaccate in varie città.
Come per la maggior parte delle università europee di antica tradizione, le origini dell'Università di Genova sono da ricercarsi nelle associazioni di docenti e studenti. Si hanno notizie della presenza a Genova di collegi che conferiscono titoli in legge, teologia, medicina e arte già a partire dal XIII secolo.
Oggi l'Ateneo ha sedi didattiche a Genova, Imperia, Savona, La Spezia, Chiavari e Pietra Ligure e conta cinque scuole.
L'Università di Genova ha strette collaborazioni con l'istituto italiano di tecnologia (IIT), ed ha attualmente un piano di costruzione d'una nuova facoltà d'ingegneria presso il parco scientifico tecnologico Great Campus degli Erzelli.

## Storia

### Le facoltà medievali
Il Collegio dei Giudici risultava certamente esistente nel 1307, quando i Capitani del popolo sanciscono l'esenzione da ogni imposta e gabella per ciascun membro del Collegio. Si ha ragione di ritenere che il Collegio dei Medici sia stato fondato nello stesso periodo del Collegio dei Giudici. In ogni caso, nel 1353 viene ribadita anche per i membri di questo collegio l'esenzione dalle imposte. La promulgazione dello Statuto del Collegio avviene, ad opera del Consiglio degli Anziani, l'8 agosto 1481.
Anche il Collegio di teologia ha origini antiche, confermate dalla bolla di papa Sisto IV (il savonese Francesco della Rovere) del 1471.
Le istituzioni educative della città hanno modo di godere di alcuni lasciti, come quello di Ettore Vernazza, che nel 1512 lascia disposizioni testamentarie perché siano create a Genova quattro cattedre di medicina, e quello di Ansaldo Grimaldi, che nel 1536 crea un lascito per l'istituzione di cattedre di diritto canonico, diritto civile, filosofia morale e matematica.

### Il Collegio di San Girolamo
Le cattedre dei Collegi vengono incorporate nel 1569 nelle scuole dei Padri Gesuiti, già dal 1554 dediti all'insegnamento a Genova. Il collegio gesuitico, dopo varie peregrinazioni, nel 1623 trova sede presso la chiesa di San Girolamo Del Roso e prende perciò il nome di "Collegio di San Girolamo". A fianco della chiesa, arricchito dall'acquisto di alcuni terreni circostanti, viene edificato dall'architetto Bartolomeo Bianco il palazzo del collegio (l'attuale Palazzo del Rettorato), in uso a partire dal 1640.
Oltre alle quattro classi inferiori di latino, il collegio comprendeva, fra le altre, due cattedre di retorica, una di matematica, una di logica, una di fisica, due di teologia scolastica, una di teologia morale, una di diritto canonico.
Il Collegio di San Girolamo non era un'università e chi poteva proseguiva gli studi fuori della Repubblica di Genova nelle università di Pavia, Parma e Roma.

### L'Università di Genova (1773-1805)
Nel 1773, con la soppressione della Compagnia di Gesù il controllo sul collegio, che viene promosso a Università, passa al Senato della Repubblica di Genova con potere di nomina di professori e maestri. Viene costituita una Deputazione agli Studi, composta di patrizi genovesi, e vengono ricostituite tutte le cattedre, sia quelle relative all'insegnamento superiore (sacri canoni, giurisprudenza civile, filosofia, fisica, teologia, logica e metafisica), sia all'insegnamento inferiore (classi di retorica, di lettura, di scrittura). Da notare che l'insegnamento della fisica, affidato a padre Glicerio Sanxay, risultava distinto da quello della filosofia.
Nel 1777, un lascito consente di fondare una cattedra e un gabinetto di chimica affidati a Guglielmo Batt, il quale inizia a lavorare per la costituzione di un orto botanico sulla collina alle spalle del palazzo universitario.
Tutte le lauree in teologia, dopo il 25 ottobre 1781, vengono conferite dall'Università e, con decreto del 29 aprile 1782, il Senato aggrega il Collegio di teologia alla facoltà di teologia dell'Università.
La Deputazione ritenne di dover introdurre insegnamenti di tipo pratico-sperimentale. Due anni dopo, nel 1784, vengono attivate le cattedre di aritmetica commerciale, di storia naturale e di fisica sperimentale, quest'ultima dotata di un proprio gabinetto. Il corso di algebra e di geometria viene affidato provvisoriamente al lettore di metafisica, il quale lo svolge gratuitamente.
La Repubblica Ligure, costituita da Napoleone Bonaparte su modello francese, provvede ad emanare nel 1802 un regolamento che organizza l'università in quattro facoltà: teologia, filosofia, diritto e medicina, e al vertice pone una commissione agli studi composta di cinque membri, uno per ciascuna delle quattro facoltà più un altro membro per libera elezione dei professori.
Passano sotto l'Università anche gli studi di medicina, fino a quel periodo svolti all'Ospedale di Pammatone.
Il ciclo degli studi per il conseguimento della laurea prevede tre o quattro anni sotto la vigilanza della commissione che ha il compito di ordinare il piano degli esami che gli studenti sono tenuti a superare per conseguire il titolo.

### L'Università Imperiale, poi Accademia Imperiale di Genova
Dopo la costituzione dell'Impero francese, che assorbe la Repubblica Ligure, gli studi superiori sono suddivisi nelle scuole speciali di diritto, medicina, scienze fisiche e matematiche, scienze commerciali, lingua e letteratura, farmacia. L'Università di Genova subisce la sorte comune a tutti gli altri centri universitari nell'orbita napoleonica, vivendo aggregata all'unica Università imperiale di Parigi.
L'Università contava quaranta cattedre e seicento studenti. Il bilancio era finanziato dai capitali portati all'estero dai Gesuiti prima dello scioglimento della Compagnia, soprattutto a Londra e in Austria.
Le cattedre furono riorganizzate: innanzitutto furono soppresse quelle di teologia, che avevano già l'equivalente in seminario, e quelle giuridiche furono ridotte a quattro. Furono invece istituite le cattedre di astronomia, di letteratura francese e di storia.
L'ateneo genovese nel 1805 prese il nome di "Università Imperiale di Genova" e nel 1809 quello di "Accademia Imperiale di Genova".

### L'Università di Genova
Alla caduta di Napoleone, il governo provvisorio della Repubblica nomina una deputazione che curi gli studi e amministri i beni che erano appartenuti ai gesuiti e nel 1815, a seguito del Congresso di Vienna, le potenze partecipanti sanciscono che l'Università rientri sotto le competenze del Regno di Sardegna, potendo beneficiare dei privilegi concessi all'Università di Torino. In questa fase a capo dell'università era Gian Carlo Brignole, che introdusse il sistema dei biglietti regi, grazie ai quali i candidati raccomandati dal re venivano dispensati da obbligo di frequenza e di esami. I gesuiti, con l'appoggio del re, desideravano riottenere la gestione dell'Università. Il 5 agosto 1816 giunse alla deputazione l'ordine di consegnare nelle mani del padre Orazio Montesisto Vanni, procuratore della Compagnia di Gesù, l'università, i luoghi annessi e tutte le sue rendite. Il nuovo ordinamento emanato dal re il 23 agosto 1816 il carattere clericale dell'università di Genova fu ancora accentuato: il conferimento della laurea fu attribuito all'arcivescovo e al suo vicario.
Durante i moti del 1821-23 e del 1830-35, l'Università viene chiusa a causa delle agitazioni e successivamente per motivi di ordine pubblico.
Nell'ateneo si conserva ancora la prima bandiera tricolore, futuro simbolo dell'unità nazionale, che gli studenti, guidati da Goffredo Mameli, sventolarono nelle strade di Genova il 10 dicembre 1847 durante la celebrazione del 101º anniversario della cacciata degli austriaci dalla città.
Nel 1870 vengono costituite le Regie scuole superiori Navale e di scienze economiche e commerciali, che nel 1936 verranno assimilate nella Regia Università degli Studi di Genova assumendo rispettivamente i titoli di Facoltà di ingegneria e di economia e commercio.
Nel 1862 la legge Matteucci attribuisce a Genova la qualifica di Università di secondo livello. Viene annessa al primo livello nel 1885 e, con l'entrata in vigore della Riforma Gentile nel 1923, confermata definitivamente in questa fascia di valutazione.

## Strutture

### Scuole e Dipartimenti
L'università è organizzata in scuole, le quali sono strutture di coordinamento tra più dipartimenti raggruppati secondo criteri di affinità disciplinare e di funzionalità organizzativa. Vi sono 22 dipartimenti (di cui uno interscuola), ripartiti in 5 scuole:
- Scuola di scienze matematiche, fisiche e naturali (via Dodecaneso, 31, 33, 35 - 16146 Genova)
  - Dipartimento di chimica e chimica industriale
  - Dipartimento di fisica
  - Dipartimento di informatica, bioingegneria, robotica e ingegneria dei sistemi (interscuola)
  - Dipartimento di matematica
  - Dipartimento di scienze della terra, dell'ambiente e della vita
- Scuola di scienze mediche e farmaceutiche (via L. B. Alberti, 4 - 16132 Genova)
  - Dipartimento di farmacia
  - Dipartimento di medicina interna e specialità mediche
  - Dipartimento di medicina sperimentale
  - Dipartimento di neuroscienze, riabilitazione, oftalmologia, genetica e scienze materno-infantili
  - Dipartimento di scienze chirurgiche e diagnostiche integrate
  - Dipartimento di scienze della salute
- Scuola di scienze sociali (via Balbi, 5 - 16126 Genova)
  - Dipartimento di economia
  - Dipartimento di giurisprudenza
  - Dipartimento di scienze della formazione
  - Dipartimento di scienze politiche
- Scuola di scienze umanistiche (via Balbi, 2 e 4 - 16126 Genova)
  - Dipartimento di antichità, filosofia e storia
  - Dipartimento di italianistica, romanistica, antichistica, arti e spettacolo
  - Dipartimento di lingue e culture moderne
- Scuola politecnica (via Montallegro, 1 - 16145 Genova)
  - Dipartimento di architettura e design
  - Dipartimento di informatica, bioingegneria, robotica e ingegneria dei sistemi (interscuola)
  - Dipartimento di ingegneria civile, chimica e ambientale
  - Dipartimento di ingegneria meccanica, energetica, gestionale e dei trasporti
  - Dipartimento di ingegneria navale, elettrica, elettronica e delle telecomunicazioni

### IANUA Scuola Superiore dell'Università di Genova
L'Università ha fondato nel 2013 l'Istituto di studi superiori dell'Università di Genova (ISSUGE), trasformato nel 2016 in Scuola superiore dell'Università di Genova (IANUA-ISSUGE), una scuola superiore universitaria che opera nei seguenti campi: ingegneria e architettura, scienze matematiche fisiche naturali, scienze mediche e farmaceutiche, scienze sociali e scienze umanistiche. La permanenza degli allievi nella Scuola Superiore IANUA è subordinata a regolarità e profitto negli esami del corso di studio ordinario e al superamento con successo del programma di formazione integrativo.

Precedente alla Scuola IANUA, 
L'Istituto superiore di studi in tecnologie dell'informazione e della comunicazione (ISICT) fondato nel 2003 ha affiancato i corsi di studio in ICT dell'Università di Genova per integrare la formazione universitaria nell'area gestionale e nell'area scientifico-tecnologica. Dall'anno accademico 2010/2011 il programma formativo di ISICT era svolto in collaborazione con ISSUGE. 
Dal 2013 è nata ISA, l'associazione Alumni IANUA/ISICT con lo scopo di creare una rete di laureati IANUA/ISICT.
I Soci del Consorzio universitario IANUA possono partecipano alla governance, al finanziamento e alla definizione dell'offerta formativa della Scuola. I soci nel 2023 sono:
- Università di Genova
- Leonardo (azienda)
- Hitachi Rail
- Camera di commercio di Genova
- Confindustria Genova
- Regione Liguria

## Rettori
Rettori dell'università dal 1849 a oggi:
- Giovanni Torti, dal 5 febbraio 1849 alla sua morte (15 febbraio 1852).
- Lorenzo Isnardi, dal 23 gennaio 1853 al 18 dicembre 1863.
- Giuseppe De Notaris, dal 1º gennaio 1864 al 31 ottobre 1865.
- Placido Tardy, dal 1º novembre 1865 al 31 ottobre 1868.
- Antonio Caveri, dal 1º novembre 1868 alla sua morte (23 febbraio 1870).
- Cesare Cabella, dal 19 aprile 1870 al 31 ottobre 1878.
- Placido Tardy, dal 1º novembre 1878 al 31 ottobre 1881.
- Riccardo Secondi, dal 1º novembre 1881 al 31 ottobre 1893.
- Antonio Ponsiglioni, dal 1º novembre 1893 al 31 ottobre 1896.
- Pilade Lachi, dal 1º novembre 1896 al 31 ottobre 1898.
- Giacinto Morera, dal 1º novembre 1898 al 15 dicembre 1900.
- Antonio Ponsiglioni, dal 10 gennaio 1901 al 31 dicembre 1903.
- Anton Giulio Barrili, dal 1º febbraio 1903 al 31 dicembre 1904.
- Corrado Parona, dal 1º novembre 1904 al 31 ottobre 1905.
- Adolfo Francesco Rossello, dal 1º novembre 1905 al 31 ottobre 1907.
- Edoardo Maragliano, dal 1º novembre 1907 al 28 febbraio 1917.
- Prospero Fedozzi, dal 1º marzo 1917 al 9 novembre 1923.
- Paolo Revelli Beaumont, dal 10 novembre 1923 al 31 ottobre 1925.
- Mattia Moresco, dal 1º novembre 1925 al 29 agosto 1943.
- Emanuele Sella, dal 30 agosto al 30 settembre 1943.
- Eugenio Giuseppe Togliatti, f.f. dal 1º ottobre 1943 al 14 marzo 1944.
- Giovanni Alfero, dal 15 marzo 1944 al 31 maggio 1945.
- Emanuele Sella, f.f., dal 1º giugno 1945 al 7 marzo 1946.
- Achille Pellizzari, dall'8 marzo 1946 alla sua morte (21 marzo 1948).
- Carlo Cereti, dal 27 aprile 1948 al 31 ottobre 1962.
- Girolamo Orestano, dal 1º novembre 1962 al 31 ottobre 1968.
- Francesco Borlandi, dal 1º novembre 1968 al 22 marzo 1969.
- Carmine Alfredo Romanzi, dal 23 marzo 1969 al 31 ottobre 1984.
- Enrico Beltrametti, dal 1º novembre 1984 al 31 ottobre 1990.
- Sandro Pontremoli, dal 1º novembre 1990 al 31 ottobre 2004.
- Gaetano Bignardi, dal 1º novembre 2004 al 31 ottobre 2008.
- Giacomo Deferrari, dal 1º novembre 2008 al 31 ottobre 2014.
- Paolo Comanducci, dal 1º novembre 2014[26] al 31 ottobre 2020.
- Federico Delfino, dal 1º novembre 2020[27].